# زیزی عادل
زیزی عادل (عربی: زيزي عادل؛ زادهٔ ۲۶ اکتبر ۱۹۸۷) موسیقی‌دان اهل مصر است.